# Зрив потоку крила

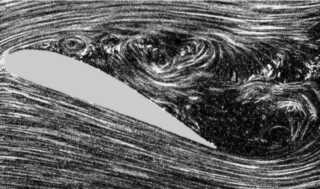
Зрив потоку з крила при великому куті атаки

Всі тверді об'єкти, що рухаються в потоці (або потік рухається відносно стаціонарного об'єкту) утворюють граничний шар довкола, при чому сили в'язкості виникають при проходженні потоку по твердій поверхні. Граничний шар може бути ламінарним або турбулентним. Припущення чи буде граничний шар ламінарним або турбулентним можна зробити після обчислення числа Рейнольдса для місцевих умов потоку.
Зрив потоку виникає, коли граничний шар проходить досить далеко від градієнту тиску, так що швидкість руху граничного шару відносно об'єкту спускається до нуля. Потік стає відокремленим від поверхні об'єкта, і приймає форму вихрів. В аеродинаміці, часто призводить до збільшення опору, а саме паразитний опір спричинений різницею тиску між передньою і задньою поверхнями об'єкта, при його русі в потоці. Тому дуже багато зусиль було здійснено в задачі розробки аеродинамічних і гідродинамічних поверхонь, які убирають небажаний зрив потоку, настільки наскільки це можливо. 

## Інтернет-тесурси
- Aerospaceweb-Golf Ball Dimples & Drag [Архівовано 8 листопада 2020 у Wayback Machine.]
- Aerodynamics in Sports Equipment, Recreation and Machines – Golf – Instructor
- Marie Curie Network on Advances in Numerical and Analytical Tools for Detached Flow Prediction [Архівовано 2 листопада 2018 у Wayback Machine.]